# Tuyển hầu xứ Bayern
Tuyển hầu quốc Bayern (tiếng Đức: Kurfürstentum Bayern) là một lãnh địa cha truyền con nối độc lập của Đế chế La Mã thần thánh từ năm 1623 đến 1806, khi Vương quốc Bayern kế nhiệm.
Triều đại Wittelsbach cai trị Công quốc Bavaria là nhánh nhỏ của gia đình cũng cai trị lãnh địa Tuyển hầu quốc. Người đứng đầu nhánh cao tuổi là một trong bảy vương công tuyển hầu quốc của Đế chế La Mã theo Goldene Bulle (Sắc chỉ Vàng) năm 1356, nhưng Bavaria đã bị loại khỏi phẩm giá bầu cử. Năm 1621, Đại tuyển hầu của lãnh địa Frederick V bị đặt dưới lệnh cấm của đế quốc trong cuộc nổi dậy của người Hồi giáo chống lại Hoàng đế Ferdinand II, và phẩm giá bầu cử và lãnh thổ của Thượng Pfalz được trao cho người anh em trung thành của ông, Công tước Maximilian I Joseph xứ Bayern. Mặc dù hòa ước Westfalen tạo ra một danh hiệu tuyển hầu mới cho con trai của Frederick V, ngoại trừ một thời gian ngắn trong chiến tranh kế vị Tây Ban Nha, hậu duệ của Maximilian sẽ tiếp tục giữ chức tuyển hầu ban đầu cho đến khi chấm dứt vào năm 1777. Vào thời điểm đó, hai dòng đã được tham gia vào liên minh cá nhân cho đến khi kết thúc Đế chế La Mã thần thánh. Năm 1805, sau Hòa bình Pressburg, đại cử tri lúc đó, Maximilian Joseph, đã tự nâng mình lên phẩm giá của Vua xứ Bavaria và Đế chế La Mã thần thánh đã bị bãi bỏ vào năm sau đó.